# Terenzio Mamiani
Terenzio Mamiani della Rovere (Pesaro, 18 settembre 1799 – Roma, 21 maggio 1885) è stato un filosofo, politico, scrittore e patriota italiano.

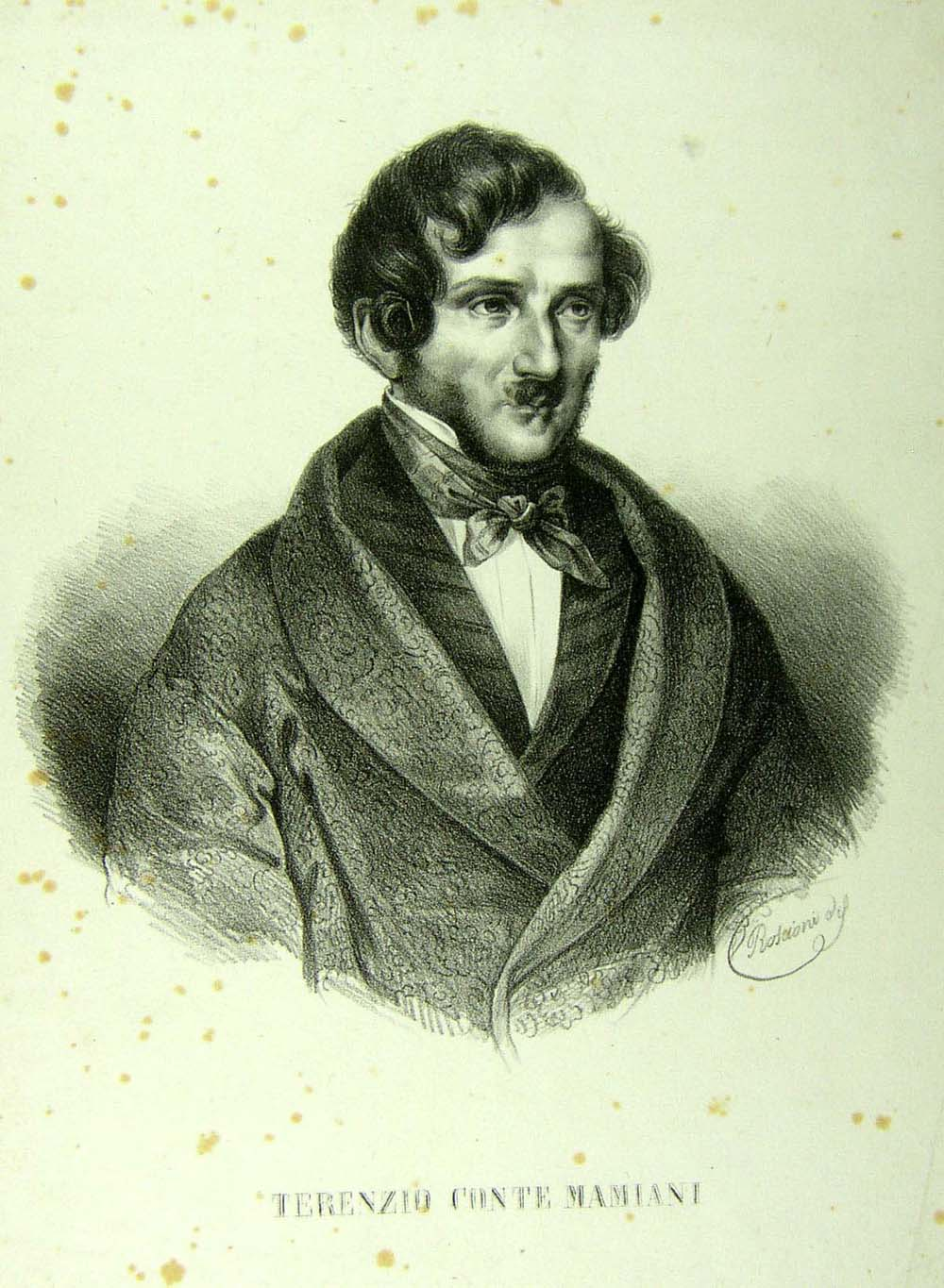

Ultimo conte di Sant'Angelo in Lizzola, fu fra i protagonisti di rilievo del periodo risorgimentale italiano.

## Biografia
Era figlio di Gianfrancesco, conte di Sant'Angelo in Lizzola, e di Vittoria Montani.

### Attività politica
Cugino di Giacomo Leopardi, entrò in contatto a Firenze nel 1827 con i circoli degli intellettuali vicini al Gabinetto Vieusseux (quando iniziò a collaborare al periodico Antologia), e sviluppò poi la propria esperienza politica partecipando ai moti del 1831 prima a Bologna, poi ad Ancona. Fu Ministro dell'Interno nel Governo provvisorio delle Province Unite Italiane (febbraio-aprile 1831).
Nel 1847 con Domenico Buffa fondò a Genova il giornale La Lega Italiana, sostituito tre mesi dopo da Il Pensiero Italiano.

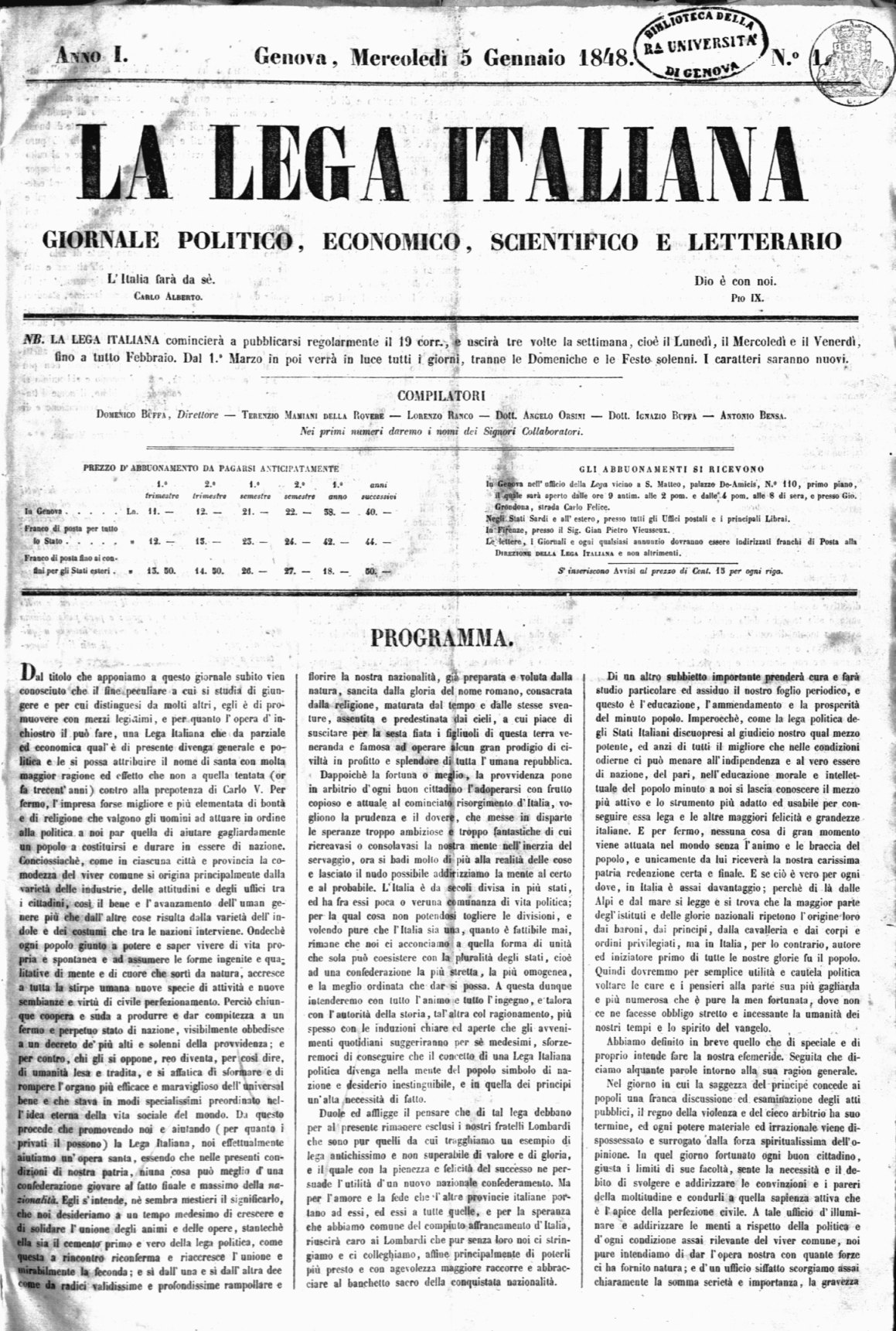
La Lega Italiana del 5 gennaio 1848

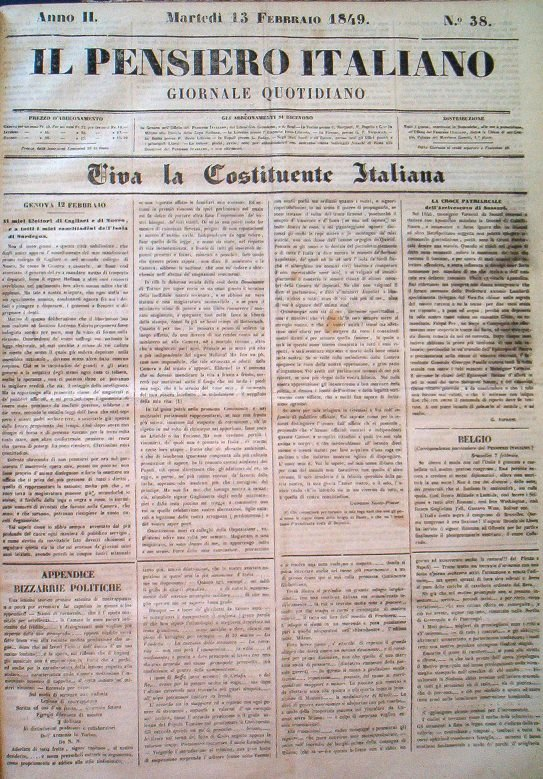
Il Pensiero Italiano del 13 febbraio 1849

Nel 1848 con Vincenzo Gioberti diede vita a Torino alla Società nazionale per la confederazione italiana.
Ricoprì incarichi pubblici nello Stato Pontificio:
- Ministro degli Interni[4]. Nominato il 4 maggio 1848, il 21 giugno si aprì una crisi, con le milizie austriache che erano penetrate nel territorio pontificio. Mamiani chiese al pontefice di poter varare (con il voto del parlamento) misure eccezionali, ma il papa non glielo consentì. Mamiani si dimise[5], rimanendo in carica per gestire gli affari correnti fino al 2 agosto[6];
- Ministro degli Esteri (20 novembre - 29 dicembre 1848)
- Deputato all'Assemblea costituente, eletta il 21 gennaio 1849.

Alla proclamazione della Repubblica abbandonò il seggio dell'Assemblea costituente. Dimessosi, si ritirò a vita privata. Con la restaurazione del papato però fu condannato all'esilio. Si stabilì a Genova e ottenne la cittadinanza dello Stato sardo. Eletto deputato nella III legislatura del Parlamento subalpino, venne riconfermato nelle tre legislature successive. Fu ministro dell'Istruzione nel terzo governo Cavour (gennaio 1860 - marzo 1861). Successivamente fu Senatore del Regno d'Italia (dal 1864) e vicepresidente del Senato. Ottenne la cittadinanza sarda solo nel 1855 grazie al personale interessamento di Cavour, che lo volle poi al suo fianco in Parlamento, malgrado lo sapesse legato alla sinistra rattazziana.

### Attività accademica
Nel 1827 fu professore di eloquenza nell'Accademia militare di Torino e dal 1857 insegnò Filosofia della storia all'Università di Torino e poi a Roma. La sua posizione, sostanzialmente moderata, ispirò una contestuale visione storico-filosofica che - alla vigilia dell'Unità d'Italia - si rifletté nella sua opera di Ministro della Pubblica Istruzione nell'ultimo governo del Regno di Sardegna presieduto da Cavour (governo Cavour III).  Nel 1860 Mamiani approvò i nuovi programmi scolastici, che includevano l'insegnamento della religione cattolica tra le materie fondamentali.

### Massoneria
Il 15 agosto 1896 la Loggia "11 settembre 1860", in occasione della solenne commemorazione che la città di Pesaro decretò a Terenzio Mamiani, con un pubblico manifesto rese nota la sua appartenenza alla Massoneria e il 20 agosto successivo fece fissare al suo monumento, opera di Ettore Ferrari, una corona bronzea con la dedica: "Al Fratello Terenzio Mamiani, la Massoneria Italiana".

## Rapporti con gli intellettuali contemporanei
- Mamiani fu un buon amico di Cristina Trivulzio Belgiojoso, alla quale chiese di scrivere per il primo numero della rivista "Nuova Antologia" il saggio dal titolo Della presente condizione delle donne e del loro avvenire.
- Giosuè Carducci gli dedicò il terzo libro dei suoi Juvenilia e nel 1860 il Mamiani lo chiamò a ricoprire la cattedra di Letteratura italiana all'Università di Bologna.
- Pietro Siciliani gli dedicò il suo lavoro più importante: (Sul rinnovamento della filosofia positiva in Italia, Barbera, Firenze 1871).
- A Mamiani si riferisce polemicamente Giacomo Leopardi (che era anche suo cugino) quando nel verso 51 della Ginestra  cita sarcasticamente"le magnifiche sorti e progressive", confutando l'ottimismo progressista del pesarese.

## Opere
- Inni sacri, Parigi, Per li torchii di Everat, 1832.
  - Edizioni successive: Napoli, Torchi del Tramater, 1833; Livorno, Tip. Angeloni, 1834; Inni sacri di Alessandro Manzoni, Giuseppe Borghi, Cesare Arici, T. Mamiano della Rovere, Genova, Ferrando, 1834; Livorno, Tip. Angeloni, 1839.
- Poesie, per la prima volta unite e ordinate con aggiunta di molte inedite, Parigi, Baudry, 1843.
  - Seconda ed. con ammende dell'autore e aggiunta di parecchie composizioni, Imola, 1849.
  - Nuova ed. con ammende dell'A. e aggiunta di parecchie composizioni, Firenze, Le Monnier, 1857.
- Nuovo discorso proemiale letto nell'Accademia di Filosofia Italica, Genova, Tipografia dei Fratelli Pagano, 1852
- Fondamenti della filosofia del diritto e singolarmente del diritto di punire: lettere di Terenzio Mamiani e di Pasquale Stanislao Mancini, quarta ed., Torino, Presso la Tip. G. Cassone ed il libraio G. Grondona, 1853.
- Scritti politici, Firenze, Le Monnier, 1853.
- D'un nuovo diritto europeo, Torino, Tip. Gerolamo Marzorati, 1859.
  - Terza ed. italiana riveduta dall'autore, Napoli, Presso E. De Angelis, 1860.
  - Quarta ed., Torino, Tip. scolastica Seb. Franco e figli, 1861.
- Principii direttivi della nuova legge di pubblica istruzione, Torino, Stab. Tip. Reale, 1861.
- Poesie, Firenze, Le Monnier, 1864.
- Confessioni di un metafisico, vol. I: Principj di ontologia; vol. II: Principj di cosmologia, Firenze, G. Barbèra, 1865.
- Prose letterarie, Firenze, G. Barbèra, 1867.
- Del senso morale degli italiani: discorso letto nel palazzo delle Belle Arti in Firenze, li 10 maggio 1868, estr. da "La Scienza del Popolo", Milano, Treves, 1868.
- Teorica della religione e dello stato, e sue speciali attinenze con Roma e le nazioni cattoliche, Firenze, Le Monnier, 1868
- Intorno alla istruzione pubblica: relazione ai signori componenti il governo provvisorio di Roma e sua provincia, Roma, Stabilimento Rechiedei e Ripamonti, 1871.
- Sulla psicologia e la critica della conoscenza: lettere di Terenzio Mamiani al prof. Sebastiano Tirbiglio, Roma, Salviucci, 1880.
- Delle questioni sociali e particolarmente dei proletarj e del capitale: libri tre, Roma, Tipografia dell'Opinione, 1882.
- Del papato nei tre ultimi secoli: compendio storico-critico, Milano, Treves, 1885.
- Poesie e prose scelte di Terenzio Mamiani con un discorso su la vita e le opere dell'autore a cura di Giovanni Mestica, Città di Castello, Scipione Lapi, 1886.

## Epistolario
- Terenzio Mamiani, Lettere dall'esilio raccolte e ordinate da Ettore Viterbo, Roma, Società Editrice Dante Alighieri (vol. 1: 1831-1845; vol. 2: 1846-1849).
- Tullio Ronconi, Lettera all'illustre signor conte Terenzio Mamiani sulle induzioni che J. Stuart Mill dice improprie, estratto dalla "Filosofia delle scuole italiane", Roma, Tip. Salvucci, 1882.
- Adolfo Mabellini, Di un carteggio inedito di Terenzio Mamiani con Filippo Luigi Polidori, Fano, Tip. Letteraria, 1909.
- Vincenzo Gioberti, Corrispondenze con Terenzio Mamiani, a cura di Ettore Viterbo, (per Nozze Ferroni-Fradeletto, settembre 1910), Pesaro, Stab. d'Arti Grafiche G. Federici, 1910.
- Catalogo del fondo comunale Mamiani della Biblioteca Oliveriana: lettere ricevute da Terenzio Mamiani dal 1932 al 1885, a cura di Italo Zicari, estratto da "Studia oliveriana", VIII-IX, 1960-1961.
- Giampiero Bozzolato, Una lettera inedita di Terenzio Mamiani del 1832: (contributo alla storia dei rapporti tra Italia e Polonia durante il Risorgimento), in "Memorie della Accademia Patavina di Scienze, Lettere e Arti: classe di scienze morali, lettere ed arti", 75, 1962-63.
- Giuseppe Laras, Quattro lettere inedite di Benamozegh a Terenzio Mamiani, "La Rassegna mensile di Israel", serie III, XXXIV / 3, 1968, pp. 156–162.
- Luigi Ferri discusse in tre lettere le Confessioni di un metafisico di Mamiani.